# ولادیسلاو کوندراتایف
ولادیسلاو کوندراتایف (انگلیسی: Vladyslav Kondratyev؛ زادهٔ ۱۹ سپتامبر ۱۹۹۰) بازیکن بسکتبال اهل اوکراین است.